# Havrebjerg
 For alternative betydninger, se Havrebjerg (flertydig). (Se også artikler, som begynder med Havrebjerg)
Havrebjerg er en tidligere stationsby på Vestsjælland med 380 indbyggere  (2024), beliggende 5 km øst for Kirke Stillinge, 6 km syd for Høng og 6 km nord for Slagelse. Byen hører til Slagelse Kommune og ligger i Region Sjælland.
Havrebjerg ligger i Havrebjerg Sogn, og Havrebjerg Kirke ligger i byen. Lidt vest for middelalderkirken ligger Havrebjerg Valgmenighedskirke, der stammer fra 1904 .

## Historie
Kemikeren Søren Peder Lauritz Sørensen (1868–1939), der introducerede pH-skalaen, blev født i Havrebjerg.

### Jernbanen
Havrebjerg havde station, senere trinbræt, på Slagelse-Værslev-banen, der blev indviet i 1898. Persontrafikken blev i 1971 indstillet nord for Høng, men overtaget af Høng-Tølløse-banen syd for Høng, så der opstod en sammenhængende bane Tølløse-Høng-Slagelse (Tølløsebanen). Her har Havrebjerg Station så været trinbræt indtil 11. december 2011, hvor det blev nedlagt sammen med det i Løve. Stationsbygningen er bevaret på Havrebjerg Stationsvej 2.